# Scopula angusticallis
Scopula angusticallis är en fjärilsart som beskrevs av Louis Beethoven Prout 1935. Scopula angusticallis ingår i släktet Scopula och familjen mätare. Inga underarter finns listade.